# Ilkhychy
Ilkhychy (ryska: Илхычы) är en ort i Azerbajdzjan.   Den ligger i distriktet Ağsu Rayonu, i den centrala delen av landet, 140 km väster om huvudstaden Baku. Ilkhychy ligger 51 meter över havet och antalet invånare är 781.
Terrängen runt Ilkhychy är huvudsakligen platt, men norrut är den kuperad. Terrängen runt Ilkhychy sluttar söderut. Närmaste större samhälle är Aghsu, 12,5 km nordost om Ilkhychy.
Trakten runt Ilkhychy består till största delen av jordbruksmark. Runt Ilkhychy är det ganska tätbefolkat, med 56 invånare per kvadratkilometer.